# Associazione Sportiva Siracusa 1993-1994
Questa pagina raccoglie le informazioni riguardanti l'Associazione Sportiva Siracusa nelle competizioni ufficiali della stagione 1993-1994.

## Rosa
| N. |                   | Ruolo | Calciatore          |
| -- | ----------------- | ----- | ------------------- |
|    | Italia (bandiera) |       | Carlomagno          |
|    | Italia (bandiera) | C     | Riccardo Chico      |
|    | Italia (bandiera) | D     | Pierluca Cincione   |
|    | Italia (bandiera) | C     | Leonardo Colucci    |
|    | Italia (bandiera) | A     | Fabrizio Crisafulli |
|    | Italia (bandiera) | D     | Giorgio Di Bari     |
|    | Italia (bandiera) | A     | Aldo Di Corcia      |
|    | Italia (bandiera) | C     | Paolo Esposto       |
|    | Italia (bandiera) | A     | Giancarlo Ferrara   |
|    | Italia (bandiera) | C     | Gaetano Gaddi       |
|    | Italia (bandiera) | C     | Marco Giampaolo (I) |
|    | Italia (bandiera) | D     | Vincenzo Lambertini |

| N. |                   | Ruolo | Calciatore             |
| -- | ----------------- | ----- | ---------------------- |
|    | Italia (bandiera) | D     | Carmelo La Spada       |
|    | Italia (bandiera) | A     | Marco Limetti          |
|    | Italia (bandiera) | C     | Pasquale Logarzo       |
|    | Italia (bandiera) | C     | Alessandro Marcellino  |
|    | Italia (bandiera) | P     | Sergio Marcon          |
|    | Italia (bandiera) | C     | Giovanni Igor Marziano |
|    | Italia (bandiera) | D     | Luca Moz               |
|    | Italia (bandiera) | C     | Michele Scaringella    |
|    | Italia (bandiera) | D     | Vincenzo Tagliante     |
|    | Italia (bandiera) | C     | Carlo Tebi             |
|    | Italia (bandiera) | D     | Gianfranco Zanotto     |

## Risultati

### Campionato

#### Girone di andata
| 12 settembre 1993 1ª giornata | Siracusa | 1 – 1 | Juventus Stabia |  |

| 19 settembre 1993 2ª giornata | Avellino | 2 – 2 | Siracusa |  |

| 26 settembre 1993 3ª giornata | Potenza | 2 – 0 | Siracusa |  |

| 3 ottobre 1993 4ª giornata | Siracusa | 0 – 0 | Nola |  |

| 10 ottobre 1993 5ª giornata | Lodigiani | 0 – 0 | Siracusa |  |

| 17 ottobre 1993 6ª giornata | Siracusa | 0 – 1 | Casarano |  |

| 24 ottobre 1993 7ª giornata | Barletta | 1 – 0 | Siracusa |  |

| 31 ottobre 1993 8ª giornata | Siracusa | 1 – 0 | Sambenedettese |  |

| 7 novembre 1993 9ª giornata | Perugia | 1 – 0 | Siracusa |  |

| 14 novembre 1993 10ª giornata | Siracusa | 5 – 1 | Leonzio |  |

| 21 novembre 1993 11ª giornata | Matera | 1 – 0 | Siracusa |  |

| 28 novembre 1993 12ª giornata | Siracusa | 1 – 1 | Siena |  |

| 5 dicembre 1993 13ª giornata | Giarre | 0 – 0 | Siracusa |  |

| 12 dicembre 1993 14ª giornata | Siracusa | 3 – 1 | Ischia Isolaverde |  |

| 19 dicembre 1993 15ª giornata | Chieti | 2 – 0 | Siracusa |  |

| 24 dicembre 1993 16ª giornata | Siracusa | 0 – 1 | Reggina |  |

| 16 gennaio 1994 17ª giornata | Salernitana | 1 – 0 | Siracusa |  |

#### Girone di ritorno
| 23 gennaio 1994 18ª giornata | Juventus Stabia | 0 – 1 | Siracusa |  |

| 30 gennaio 1994 19ª giornata | Siracusa | 1 – 0 | Avellino |  |

| 6 febbraio 1994 20ª giornata | Siracusa | 0 – 1 | Invicta Potenza |  |

| 13 febbraio 1994 21ª giornata | Nola | 0 – 0 | Siracusa |  |

| 20 febbraio 1994 22ª giornata | Siracusa | 1 – 1 | Lodigiani |  |

| 6 marzo 1994 23ª giornata | Casarano | 1 – 1 | Siracusa |  |

| 13 marzo 1994 24ª giornata | Siracusa | 0 – 0 | Barletta |  |

| 20 marzo 1994 25ª giornata | Sambenedettese | 1 – 1 | Siracusa |  |

| 27 marzo 1994 26ª giornata | Siracusa | 0 – 0 | Perugia |  |

| 10 aprile 1994 27ª giornata | Leonzio | 1 – 0 | Siracusa |  |

| 17 aprile 1994 28ª giornata | Siracusa | 0 – 0 | Matera |  |

| 24 aprile 1994 29ª giornata | Siena | 1 – 1 | Siracusa |  |

| 1º maggio 1994 30ª giornata | Siracusa | 1 – 1 | Giarre |  |

| 8 maggio 1994 31ª giornata | Ischia Isolaverde | 1 – 1 | Siracusa |  |

| 15 maggio 1994 32ª giornata | Siracusa | 1 – 0 | Chieti |  |

| 22 maggio 1994 33ª giornata | Reggina | 4 – 2 | Siracusa |  |

| 29 maggio 1994 34ª giornata | Siracusa | 1 – 1 | Salernitana |  |

#### Play-out
| Arbitro: | Ferrarini (Parma) |

|                          |           |             |
| Morelli 51’, Belotti 65’ | Marcatori | Esposto 35’ |

| Arbitro: | D'Agnello (Trieste) |

|                       |           |  |
| Tebi 63’, Limetti 83’ | Marcatori |  |